# Tayibe
Tayibe (tiếng Hebrew: الطيبة 36.500, tiếng Ả Rập: الطيبة) là một thành phố Israel. Thành phố thuộc quận Nam. Thành phố có diện tích 18,662 km2, dân số năm 2009 là 36.500 người.